# Ластовская, Ангелина Александровна
Ангелина Александровна Ластовская (род. 28 июля 1995, Санкт-Петербург) — российская актриса, балерина.

## Биография
Родилась 28 июля 1995 года в Алмате, однако с раннего детства росла в Санкт-Петербурге.
С детства занималась танцами и в 2006 году поступила в Академию Русского Балета имени А. Я. Вагановой, где на протяжении всего обучения была в ряду лучших учениц.
В 2012 году агенты пригласили на главную роль в американском джазовом клипе , так случился дебют в качестве актрисы.
В 2012-2015 годах принимала участие в спектаклях  Мариинского театра
В 2015 году несмотря на возможность работать в лучших балетных театрах и на рекомендации наставника Николая Цискаридзе работать в Мариинском театре, приняла решение не служить в одном театре, а совмещать танцевальную и актёрскую карьеру.
В 2016—2017 годах, заключив контракт, участвовала в постановках французского хореографа Режиса Обадиа.
Параллельно с танцевальной и актёрской деятельностью начала заниматься преподавательской.
В 2017 году открыла благотворительный магазин "Angel charity shop" преимущественно проект сотрудничал с благотворительными фондами для пожилых людей. Для поддержания проекта провела серию танцевальных мастер-классов.
В период  2016-2020 год исполняла главные и эпизодические роли в ряде проектов: фильм Алексея Учителя "Матильда", сериал "Свои",сериал  "Литейный", музыкальные клипы, фестивальные фильмы "Подарок", "Фантом" "Это не важно" и др.
В 2018 была приглашена на главную роль в спектакле «Золушка» в цирке Чинизелли,исполнила 68 спектаклей в качестве главной героини.
В 2021 году заключила контракт с азиатской кинокомпанией «Golden Horse» и сыграла главную роль в полнометражном художественном фильме . Фильм стал участником 24-го Шанхайского кинофестиваля.
После выхода фильма на экраны кинотеатров и телевидения Китая, стала узнаваемой личностью в Китае.
Осенью 2021 была приглашена в Великобританию на съемки двух клипов для британских музыкантов George Charles Hill and Peter Jennings.
В 2023 дебютировала как режиссёр в музыкальном клипе "Сохранить" московской рок группы "Магелланово Облако". В 2024 году создала продакшен "Sol Invictus production" в котором является главным режиссером. Компания занимается производством видео контента: музыкальные клипы, фильмы, Fashion ролики и т.п За 2024 год компания произвела ряд клипов, в числе которых работа для  Павла Кашина, питерской группы Чё Морале   и др.
В этом же году сыграла одну из главных героинь в иностранных комиксах Culpa Innata .
В декабре 2024 года вышел фильм "Муза" дебютный фильм в качестве режиссера, в нем Ангелина так же исполнила главную роль . Фильм получил награду в номинациях  "лучшая актриса" от  Людмилы Чурсиной  и "лучший короткометражный фильм" на международном фестивале La Boheme Cinema.

## Театральные работы
Большой Санкт-Петербургский государственный цирк (Чинизелли)
- «Золушка» (по сценарию Евгения Шварца, режиссёр: Дмитрий Иванов) — Золушка, главная роль.[3][9]

Государственный Эрмитажный театр
- «Репетируя Прокофьева» (хореография Режис Обадиа, по спектаклю «Шут» Сергея Прокофьева и Сергея Дягилева)

## Фильмография
| Год  |     | Русское название                    | Оригинальное название                 | Роль          |
| ---- | --- | ----------------------------------- | ------------------------------------- | ------------- |
| 2024 | кор | Муза                                | Муза                                  |               |
| 2024 | док | Блокадное рондо                     | Блокадное рондо                       | Балерина      |
| 2023 | ки  | Culpa innata: Презумпция виновности | Culpa Innata                          | Hella Grimsey |
| 2021 | ф   | Лебединое озеро                     | 天鹅湖之恋 (The Love of Swan Lake)    | Irina         |
| 2020 | кор | Подарок                             | Подарок                               | Настя         |
| 2019 | с   | Свои                                | Свои                                  | Алена         |
| 2017 | ф   | Матильда                            | Матильда                              | Балерина      |
| 2016 | док | Танец маленьких лебедей             | Танец маленьких лебедей канала RT [1] |               |
| 2016 | кор | Фантом                              | Phantom                               | Мария         |
| 2014 | кор | Это не важно                        | Это не важно                          | Муза          |
| 2012 | с   | Литейный                            | Литейный                              | Балерина      |

## Съёмки в клипах
| Год  | Название                                                        | Режиссёр | Сценарист | Актер |
| ---- | --------------------------------------------------------------- | -------- | --------- | ----- |
| 2024 | Солдат и Танцовщица - Павел Кашин                               | да       | да        | да    |
| 2024 | Шамаханская царица(муз.клип)                                    | да       |           |       |
| 2024 | Привет (муз.клип)                                               | да       | да        |       |
| 2023 | Когда мы оголены - Чё Морале                                    | да       | да        | да    |
| 2023 | Сохранить - Магелланово Облако (рок-группа)                     | да       | да        | да    |
| 2023 | Сохранить(муз.клип)                                             | да       | да        |       |
| 2021 | Home is where heart is - George Charles Hill and Peter Jennings |          |           | да    |
| 2021 | You justified me- George Charles Hill and Peter Jennings        |          |           | да    |
| 2018 | Волна, Михаил Лузин ( Свердловская киностудиия)                 |          |           | да    |
| 2012 | The Dream of the Ballerina, Larry Ankrum                        |          |           | да    |